# Katharina Blum
Pour les articles homonymes, voir L'Honneur perdu de Katharina Blum.
Katharina Blum, née en 1966 à Cologne, est une journaliste de cinéma, une auteure et organisatrice d’événements allemande.

## Biographie
Son père est le critique de cinéma et écrivain Heiko R. Blum.
Elle étudie l’histoire et le français à l’Université de Cologne. Après ses études, elle travaille en tant que critique de cinéma pour différents journaux et radios. En parallèle, elle publie ses premiers ouvrages consacrés au cinéma allemand. 
En collaboration avec son père, elle publie le livre «Visages du nouveau cinéma allemand » ainsi qu’ «Hollywood, ma deuxième nation. Les artistes de cinéma germanophones aux USA ».
Katharina Blum travaille également dans le secteur de l’événementiel pour différents événements cinématographiques. De 2001 à 2005, elle est la conseillère personnelle de Michael Schmid-Ospach, directeur général de la fondation cinématographique NRW. Elle devient par la suite responsable de l'événementiel de NRW. 

## Publications
- Juliette Binoche: la beauté inaccessible. (Juliette Binoche: die unnnahbare Schöne). Heyne, Munich, 1995, Heyne Vidéothèque, N ° 215,  (ISBN 3-453-08129-3).
- Til Schweiger. Heyne, Munich, 1997,  (ISBN 3-453-13402-8).
- Katja Riemann, Entre charme et puissance. (Katja Riemann - Mit Charme und Power).  Heyne, Munich, 1998,  (ISBN 978-3-4531-4056-1).
- avec Heiko R. Blum et Sigrid Schmitt: Les Visages du nouveau cinéma allemand. ( Gesichter des neuen deutschen Films). Colloque, Berlin, 1997 (1999 puis en tant que Heyne-Vidéothèque, N ° 265, München;  (ISBN 3-453-14577-1)).
- avec Heiko R. Blum et Sigrid Schmitt: Hollywood, ma deuxième nation. Les artistes de cinéma germanophones aux USA. ( Meine zweite Heimat Hollywood. Deutschprachige Filmkünstler in den USA). Henschel, Berlin, 2001;  (ISBN 3-89487-401-5).